# Villy-sur-Yères
Villy-sur-Yères település Franciaországban, Seine-Maritime megyében. Lakosainak száma 217 fő (2022. január 1.). Villy-sur-Yères Avesnes-en-Val, Grandcourt, Melleville, Le Mesnil-Réaume és Sept-Meules községekkel határos.

## Népesség
A település népessége az elmúlt években az alábbi módon változott:
| Lakosok száma | 201  | 193  | 197  | 194  | 197  | 201  | 205  | 211  | 217  |
|               | 2013 | 2015 | 2016 | 2017 | 2018 | 2019 | 2020 | 2021 | 2022 |